# ماكنزي مور
ماكنزي مور (11 مايو 1992 في الولايات المتحدة - ) (بالإنجليزية: McKenzie Moore)‏ هو لاعب كرة سلة أمريكي في مركز هجوم خلفي. لعب مع Nelson Giants ‏.

## وصلات خارجية
- ماكنزي مور على موقع كرة السلة الأوروبية.كوم (الإنجليزية)
- ماكنزي مور على موقع كلية كرة السلة في سبورتس رفرنس.كوم (الإنجليزية)
- ماكنزي مور على موقع ريلجم (الإنجليزية)
- ماكنزي مور على موقع بروبوليرز (الإنجليزية)
- ماكنزي مور على موقع سبورتس رفرنس (الإنجليزية)